# Flugplatz Vergiate

i7
i11
i13
Der Flugplatz Vergiate (ICAO-Code: LILG) befindet sich in der norditalienischen Region Lombardei, rund 50 Kilometer nordwestlich von Mailand, 20 Kilometer südwestlich von Varese und zehn Kilometer nördlich des Flughafens Mailand-Malpensa. Der Flugplatz Vergiate ist ein Werksflugplatz des Rüstungs- und Technologiekonzerns Leonardo.

## Verkehrsanbindung
Der Flugplatz ist vom Terminal des Flughafens Malpensa über die Landstraße nach Somma Lombardo und Vergiate einfach zu erreichen, von der Stadtmitte Mailands aus über die Autobahnen A8 und A8dir. Vergiate liegt an der Bahnstrecke Domodossola–Mailand, die unmittelbar am Flugplatz vorbeiführt.

## Infrastruktur und Nutzung
Der Flugplatz hat eine 800 Meter lange asphaltierte Start- und Landebahn, die in Nord-Süd-Richtung verläuft (16/34). Vorfelder und Produktionsanlagen befinden sich vorwiegend im Westen der Piste, unmittelbar neben der genannten Bahnstrecke. Im Osten ist ein weiteres Vorfeld vorhanden. Der Flugplatz kann nur noch sehr eingeschränkt von der Allgemeinen Luftfahrt genutzt werden.

## Geschichte
Der 1938 eröffnete Flugplatz Vergiate war ursprünglich der Werksflugplatz der Firma SIAI-Marchetti, die später von Agusta und dann zusammen mit dieser von Finmeccanica (heute Leonardo S.p.A.) übernommen wurde. SIAI-Marchetti, das sich seinerzeit Savoia-Marchetti nannte, produzierte in den 1920er und 1930er Jahren im benachbarten Sesto Calende Flugboote und benötigte in der Nähe einen Flugplatz für Landflugzeuge. Nach dem Zweiten Weltkrieg konnte das Unternehmen seine Arbeit bald wieder aufnehmen, da der Flugplatz nur wenig in Mitleidenschaft gezogen worden war. Aus der Sportfliegergruppe von SIAI-Marchetti entstand 1956 der Aeroclub Vergiate, der später aus Kapazitätsgründen und wegen der Nähe des Großflughafens Malpensa auf den Flugplatz Biella umziehen musste.

## Sonstiges
- Leonardo unterhält auf der Ostseite des Flughafens Malpensa, bei Cascina Costa, weitere Produktionsanlagen.
- Der Flugplatz Vergiate ist nicht zu verwechseln mit dem Flugplatz Varese-Venegono, einem weiteren, in der Nähe gelegenen Werksflugplatz der Leonardo S.p.A.